# Teidees Audiovisuals
Teidees Audiovisuales es una productora audiovisual fundada en 2008 en Barcelona . Teidees ha trabajado en proyectos como: Misha la Gata Violeta, Jasmine & Jambo, Under the Sofa, El Local y Unes Altres Veus, entre otros. En sus inicios se dedicó a la creación de pequeños documentales hasta que realizó la producción de Unes Altres Veus. Posteriormente, su actividad se centró en la producción de series animadas para niños, momento en el que crearon Misha la Gata Violeta, emitida en Súper 3 y que consta de 3 temporadas.
Hoy en día, Teidees Audiovisuals trabaja en el panorama nacional, con la producción de Misha la Gata Violeta, o El Local, y también en el sector internacional, donde ha coproducido series como Doopie (Dropje, en holandés), una serie infantil emitida en Holanda y Molang, una coproducción con Canal+ .
A lo largo de su trajectoria, Teidees Audiovisuals ha trabajado en el cine, la televisión, la animación, el guion y el documental.

## Cine Documental y Televisión
La producción audiovisual de Teidees empieza con la creación del documental Unes Altres Veus, en 2011. El documental, de 74' de duración, trata el autismo a partir de Albert, un joven de 21 años diagnosticado con Síndrome de Asperger. El argumento gira en torno a sus reflexiones y sus relaciones personales con su mejor amigo y su familia. Unes Altres Veus recibió un reconocimiento nacional y fue un candidato para el Mejor Documental en los Premios Gaudí.
En cuanto a su carrera en la televisión, en 2020, Teidees produjo la serie de televisión El Local, que consiste en el encuentro de dos artistas musicales con estilos opuestos para realizar una producción conjunta. El estreno está previsto para el 2022.

## Animación
Al finalizar Unes Altres Veus, Teidees Audiovisuals adquirió los derechos del ilustrador Phillip Stanton para la coproducción, conjuntamente con TV3, de uno de sus cuentos: Misha la Gata Violeta. Esta serie trata las aventuras de un grupo de amigos en un mundo en el que los personajes principales se ven representados con animales. Más adelante, después de llevar el proyecto al festival Cartoon Forum, en Toulouse, en 2016, y en El Meu Primer Festival, en 2017, Teidees inició la coproducción de Under the Sofa, una serie de animación 3D que se desarrolla debajo un sofá . Posteriormente, conjuntamente con Milimages, se llevó a cabo la producción de Molang, las aventuras de un conejo junto a su amigo. La primera temporada fue nominada a los Premios Emmy Kids . En 2020, entró en la producción de Doopie (Dropje, en holandés), una coproducción con TVE y la productora holandesa Submarine. Ese mismo año, la serie fue nominada a los Emmy Kids.
En 2021, Teidees trabaja en diferentes proyectos, como Jasmine y Jambo, una serie enfocada a la música (y a los diferentes géneros de este arte) que ha sido galardonada con el premio a Mejor Serie de Animación en el Festival Ecran Jeunesse y estará disponible en 2022 Contemporáneamente, también lleva a cabo un proyecto más reciente llamado La Furgo, una película de animación 2D inspirada en un libro. Actualmente, La Furgo sigue en desarrollo con falta de fecha de estreno.